# الثورة (أم درمان)
حي الثورة حي سكني يقع في محلية كرري. الجزءالشمالى الغربى من مدينة أم درمان القديمة،
في ولاية الخرطوم بالسودان، وبالرغم من أن الحي يعتبر من الناحية العمرانية من الأحياء السكنية الجديدة، قامت الحكومة المركزية آنذاك بتوزيع قطع الأراضي على سكان أم درمان الأصلية نتيجة للزيادة في عدد السكان.

## الموقع
يحد الثورة من الناحية الشرقية شارع الوادي ومن الشمال الريف الشمالي . ويحدها جنوباً محلية أم درمان، وغربا منطقة امبدة

## جغرافيا المنطقة
تعتبر الخصائص الجغرافية للمكان من أهم الموضوعات التي يجب الإلمام بها، وذلك لمعرفة الظروف المحيطة بالمكان كذلك معرفة درجة تفاعل العنصر البشري مع تلك الخصائص وهذا يعكس بوضوح ظروف النشاطات الاقتصادية السائدة .

### السطح والتضاريس
يتميز سطح السودان بصفة عامة بالرتابة في تضاريسه، وبانتهاء التصريف المائي عموما في نهر النيل، الثورة جزء من محلية كرري تأخذ هذه الصفة إذ يتميز سطحها بالانبساط والاستواء وتميل الأرض إلي الارتفاع من ناحية الشمال الغربي

### المناخ
تعتبر معرفة المناخ وعناصره (الرياح - الإمطار ـ الحرارة) ذات أهمية، نظرا لتأثيرها على الحياة عامة، وتأثيرها المباشر على أداء وكفاءة العنصر البشرى بصورة خاصة. وتسود في الثورة خصائص المناخ الشبه صحراوي الممطر صيفا والذي يمتاز بالجفاف (نوفمبرـ مارس) وفصل الجفاف الحار الممطر في الفترة من (يوليو إلى أكتوبر)
- الحرارة:

تقع الثورة في نطاق حار حيث تنخفض درجة الحرارة بشكل عام في الفترة من شهر نوفمبر وحتى شهر مارس من المعدل العام وذلك في شهور الشتاء وترتفع في الفترة من شهر أبريل وحتى أكتوبر (الصيف والخريف)
- الرياح :

تهب الرياح على الثورة من جهة الشمال والشمال الغربي في الشهور(نوفمبر ـ أبريل ـ فبرايرـ ينايرـ مارس) وتصبح شماليه غربية في شهر ديسمبر، وتهب من جهة الشمال في (أكتوبر ـ مايو) وتهب من جهة الجنوب الغربي في شهري (أغسطس ـ سبتمبر) وهي شهور الصيف الممطر .
- الأمطار:

تمتاز الإمطار بالتذبذب وتباين كمياتها من شهر إلى آخر، حيث تنعدم الإمطار في الشهور (نوفمبر ـ مايو) وتزداد كميتها في فصل الخريف بصورة خاصة خلال الشهور(يوليو ـ أغسطس ـ سبتمبر) وتكاد تنعدم في شهر (أكتوبر ويونيو).

## واحدات الثورة

### 1-وحدة الثورة شرق
و تضم مدينة النيل، مدينة الروضة، السكن الفاخر شمال، السكن الفاخر جنوب، الخدير، الشاطئ شمال، الشاطئ جنوب .
- الحدود : نهر النيل شرقا. شارع الوادي غرباً. الحدود مع محلية أم درمان جنوباً. خور شمبات شمالاً.

### 2- وحدة الثورة وسط
و تضم الحارت الأولى، الثانية، الثالثة، الرابعة، الخامسة، السادسة، السابعة، الثامنة، التاسعة، العاشرة، مدينة الرياض.
- الحدود : شارع الوادي شرقاً. شارع الشنقيطي غربا الحدود مع محلية أم درمان جنوبا. خور شمبات شمال

### 3- وحدة الثورة غرب
و تضم الحارات 11 ، 12، 13، 14، 15، 16 ، 22، 23 ،24 ،25 ،26 ،27 ، 28، 50 اسكان، 50 الحارة 50 ، 62 ، 58، 98 ، 99اسكان الفردوس، 29 شمال، 29 جنوب.
- الحدود : شارع الشنقيطي شرقاً.الحدود مع محلية أمبدة غرباً.الحدود مع محلية أم درمان جنوباً. خور شمبات شمالاً.[2]

## الخصائص البشرية
يسكن الثورة عدد من القبائل السودانية التي تعكس بصورة واضحة النسيج الاجتماعي المتجانس والذي يجسد القومية الوطنية كباقي، إلا أن هنالك بعض القبائل تزيد نسبتها بصورة واضحة على بقية القبائل الأخرى وتسكن هذه القبائل في الجزء الشمالي والقبائل هي (الجموعيه والجميعاب) ...الخ .

### النشاط البشري للسكان
إن معظم النشاط الاقتصادي في الثورة يتركز حول الأعمال الحرة والمشاريع الخاصة ويمكن أن تمثل 80% تقريبا إلى الحجم الكلى لإعمال السكان .
وتشمل الأعمال التجارية وهذه الأعمال تحقق عائدات مرتفعه أكثر من الأخرى، وفئات المهن الصغيرة وتضم (العمال الغير مهره وأصحاب الحرف الهامشية) ثم أصحاب المرتبات الحكومية الأقل دخلا.

## وصلات خارجية
1. موسوعة السودان الرقمية
2. موقع محلية أم درمان